# Устав Сједињених Америчких Држава
Устав Сједињених Америчких Држава (енгл. The United States Constitution) је врховни закон те земље и важи за најстарији писан и кодификован национални устав у употреби. Донесен је на Уставној конвенцији у Филаделфији 17. септембра 1787. године. Устав је формално ступио на снагу 21. јуна 1788, а почео се примењивати од 13. септембра 1788. године. Оригинално састављен од седам чланова, тачан је показатељ досега владе. Првих десет амандмана чини Повељу о правима (енгл. Bill of Rights). Према сенату Сједињених Америчких Држава: „Прве две речи устава- ми људи- потврђују да влада САД постоји да служи својим грађанима. Преко два века устав је остао на снази зато што су његови оснивачи мудро одвојили и балансирали владину моћ да би заштитили интерес већине и права мањине, слободе и једнакости.“ Као први трајни устав, интерпретиран је, допуњен и спроведен од стране великог броја федералних уставних закона и утицао је на уставе многих других нација.

## Доношење Устава
Приликом доношења америчког Устава, који је и данас на снази, највише спорова је изазвало питање представљања великих и малих држава. Велика и богата Вирџинија се залагала да број посланика у законодавном телу – Конгресу зависи од броја становника и за унитарни концепт државе, са мањом самосталношћу држава – чланица.  Мање државе, које је најгласније представљао Њу Џерзи, заговарале су идеју да све чланице треба да имају једнак број представника и да уређење заједнице треба да буде конфедерално, уз скоро потпуну независност држава – чланица. После дугих расправа, спор је решен тзв. Конектикатским  компромисом (јер га је предложила делегација државе Конектикат), према коме се доводе у склад оба захтева увођењем дводомог Конгреса, по угледу на енглески парламентарни модел. „Горњи“ дом Конгреса – Сенат би био представљен једнаким бројем посланика из сваке државе, док би „доњи дом“ – Представнички дом (House of Representatives) био формиран сразмерно броју становника. Мада овај компромис, као и многа друга крупна питања, нису наишли на опште одобравање (нпр. републикански облик владавине је изазвао отпоре, јер је ширим слојевима идеја монархије још увек изгледала незаменљива), овакав предлог Устава је већ у Филаделфији потписало 39 делегата од укупно 55, да би потом уследила борба за његово ратификовање у државама чланицама. Добра медијска кампања, коју су кроз штампу водили федералисти у низу чланака под називом „Федералист“, довела је до тога да је већ јуна 1788. године девет од 13 држава ратификовало Устав, што је представљало потребну двотрећинску већину да би он био усвојен, а убрзо су то учиниле и преостале државе. На тај начин је амерички Устав убрзо, 1788. године формално ступио на снагу, а први председник САД, Џорџ Вашингтон, је ступио на дужност априла 1789. године, пар месеци уочи Француске револуције.
Подела власти (separation of powers) је било основно опредељење твораца америчког Устава, тзв. „очева оснивача“ (founding fathers), под утицајем дуго моделиране идеје представника школе природног права, нарочито Лока и Монтескјеа. Подела власти је подразумевала балансирање односа како између федералних јединица и савезне државе (тзв. вертикална подела власти), тако и међу основним гранама власти, како у оквиру држава – чланица, тако и на федералном нивоу (тзв. хоризонтална подела власти).
У складу са тим, савезна власт је била расподељена на три главне гране: Конгрес је постао носилац законодавне гране власти (legislative branch), председник је главни носилац извршне власти (executive branch), док је Врховном суду САД поверена највиша судска власт (judiciary). Други најважнији постулат који је успостављен овим Уставом је било немешање једне власти у другу, односно њихова потпуна формална одвојеност. Међутим, већ су творци Устава били свесни да не може постојати апсолутна подела власти, већ да је неопходна координација међу њима, што би ипак значило њихово међусобно мешање до одређене мере. Због тога је установљен принцип према коме су све три власти подједнако значајне и налазе се у непрестаном еквилибријуму моћи, тако да ни једна од њих  не може нарушавати Устав, али се сви међусобно контролишу. Тај систем је назван checks and balances – систем „провере и равнотеже“, у коме свака грана власти има уставна овлашћења да на одређени начин може проверавати поступке друге две, а и сама је контролисана од стране њих. У таквом еквилибријуму овлашћења, веома благу конституционалну превагу ипак има један орган – Председник САД, због чега се и цео систем назива председничким.

## Подела власти

### Законодавна власт - Конгрес
Конгрес је национално законодавно тело САД, коме је посвећен први члан Устава. Он је, у складу са Конектикатским споразумом, састављен из два дома, који одржавају како равноправност држава – чланица (Сенат), тако и њихову величину и моћ (Представнички дом). Сенат чине по два сенатора из сваке државе – чланице, са мандатом од шест година, при чему се сваке друге године мења једна трећина сенатора, како би се обезбедио континуитет у раду овог тела. Сенатор може поново бити биран више пута, тако да има сенатора који се налазе на тој функцији и по двадесетак година. Отуд је политички углед и утицај сенатора далеко већи него значај конгресмена у Представничком дому. За сенатора може бити изабрано лице које је старије од 30 година и најмање девет година има држављанство САД. Мада је, дакле, начелно, положај сенатора доступан свима, ипак су од почетка за сенаторе бирани најугледнији и најбогатији грађани из сваке државе – чланице, што је на известан начин био уступак аристократски оријентисаним и плутократским струјама. У почетку су  сенаторе бирала законодавна тела држава – чланица, а од 1913. године су уведени непосредни избори за сенаторе, тако да за њих гласају сви грађани на општим изборима, после изборне кампање, која често у многоме личи на председничку. С обзиром да данас САД чини 50 држава – чланица, Сенат сада чини 100 сенатора (у почетку их је било само 26, по два из 13 првих савезних држава). Седницама Сената председава потпредседник САД, али нема право гласа. Једини изузетак је у случају када се гласови сенатора тако поделе да нема већине, па тада потпредседник гласа као да је сенатор. У пракси, пошто потпредседник најчешће не присуствује седницама Сената, њиме председава члан Сената кога сенатори изаберу као „привременог председника“ (President pro tempore).
Представнички дом (House) у принципу одражава пропорционалну заступљеност грађана, док Сенат више представља државе – чланице. Број представника – конгресмена који улазе у овај дом, дакле, првенствено зависи од броја становника, али и од економске и политичке снаге појединих савезних држава. У почетку се пропорционалност остваривала потпуније, тако што се на 30.000 становника бирао по један конгресмен. Пошто се број становника временом мењао, вршена су потребна усклађивања, а од 1929. године фиксиран је укупан број од 435 конгресмена. За конгресмена може бити изабрано лице које има најмање 25 година и држављанин је САД најмање седам година. Мандат конгресмена је две године, што утиче на већу нестабилност статуса и њихову већу везаност за изборну базу. Конгресмени могу на тај положај бити бирани још један пут, што се у пракси најчешће и догађа. Представничком дому председава говорник (speaker), кога бира већина у овом дому. С обзиром на двопартијски систем (републиканци и демократе), положај спикера великим делом може процедурално да фаворизује партију чији је он представник.
У начелу оба дома су једнака. Оба дома заседају истовремено, али одвојено, у два крила зграде Конгреса на Капитол хилу у Вашингтону. Заседања Конгреса почињу 3. јануара сваке године и тада оба дома на заједничкој седници слушају „Поруку о стању Уније“, коју им саопштава Председник САД, а сваке четврте године тог датума на заједничкој седници оба дома проглашавају новог Председника САД. Равноправност домова се огледа и у законодавном процесу, јер да би ступио на снагу, законски предлог мора да буде изгласан у оба дома, као и да буде потврђен од стране Председника. Међутим, Сенат ипак има извесну превагу: он сам даје сагласност на међународне уговоре које закључује Председник, као и сагласност за избор најважнијих савезних функционера који предлаже Председник, а уз то Сенат је тај који одлучује о импичменту.
Мада је Конгрес првенствено законодавно тело (што укључује и право да утврђује буџет), у складу са доктрином о „провери и равнотежи“, он има уставно овлашћење да контролише рад Председника САД и других високих представника извршне власти. Конгрес може да поведе против њега поступак за утврђивање одговорности због кршења Устава, издаје, примања мита или других тешких кривичних дела и моралних преступа. Тај поступак се назива импичмент (impeachment) и долази из енглеске уставне традиције. Код импичмента оптужбу подноси Представнички дом, а поступак се води пред Сенатом, који и изриче пресуду, за шта је потребна двотрећинска већина присутних сенатора. У том случају Сенатом председава председник Врховног суда САД (Chief Justice). Политичка консеквенца која може уследити после овог поступка је уклањање са места Председника САД, док се његова евентуална кривична одговорност потом утврђује у редовном судском поступку. До сада су само два америчка председника била подвргнута овом поступку (Ендру Џонсон 1868. и Бил Клинтон 1999. године), док је Ричард Никсон 1974. године, због тзв. афере прислушкивања Вотергејт, поднео оставку пре одлуке о импичменту. По истом поступку Сенат може утврђивати одговорност и других високих функционера извршне власти, али и судија против којих буде покренут импичмент због њиховог понашања.

### Извршна власт - Председник САД
Други члан америчког Устава посвећен је Председнику САД, који је шеф извршне власти ("The executive power shall be vested in a President”, речи су којима почиње овај члан). Он се Уставом овлашћује да буде врховни командант оружаних снага, закључује међународне уговоре, поставља своје сараднике, а све у циљу „исправног извршавања закона”. Поред председника, Устав предвиђа и функцију потпредседника САД, који ступа на дужност председника у случају његове смрти, оставке или немогућности да обавља функцију. Устав, међутим, није предвидео друго помоћно извршно тело, попут кабинета, него је препустио председнику да се сам стара о својим сарадницима. Он их бира (додуше уз сагласност Сената), а такође их и разрешава. Мада је временом у САД установљен већи број департмана за поједине послове (међу првима је настао State department - за спољне послове) шефови тих департмана никада нису стекли ону моћ коју имају министри у кабинетској влади. Они се чак ни не називају министри, него најчешће секретари. Међу њима највиши по рангу је државни секретар, тј. министар спољних послова - шеф Стејт департмента. Не само да није предвиђено право потписа министра уз потпис председника, него председник после консултовања са шефовима департмана, доноси одлуке сам и преузима на себе сву одговорност за сваку одлуку. Министри одговарају искључиво председнику, а не представничком телу. Промена председника на изборима по правилу доводи до формирања потпуно новог извршног тима (spoil system, када нови председник отпушта ранију администрацију и доводи нове људе од поверења, што је први учинио Џеферсон пошто је победио Адамса). Ни сам председник није политички одговоран представничком телу, него је само правно одговоран, уколико повреди право. То је један од главних разлога због којих се овај систем власти назива председнички.
Међутим, основни разлог због кога је у систему поделе власти утицај председника за нијансу истакнутији, лежи у његовом односу према законодавству, па и суду. Систем „провере и равнотеже” дао му је уставну могућност да заустави законодавни процес правом вета у односу на законске предлоге (bill) Конгреса. Без његовог потписа, ниједан законски предлог не може ступити на снагу, мада је изгласан у оба дома Конгреса. Уколико председник законски предлог не потпише у року од десет дана, предлог аутоматски постаје закон и без његовог потписа. Али ако се он одлучи да стави суспензивни вето, успротиви се предлогу и изнесе аргументе против њега, предлог може постати закон само уколико при новом одлучивању добије двотрећинску већину у оба дома Конгреса. С обзиром на страначке односе, то није лако постићи, тако да суспензивни вето суштински често прераста у апсолутни вето - у пракси се ретко дешавало да после Председничког вета предлог ипак буде изгласан на Конгресу. Поред суспензивног, Председник има на располагању и џепни вето, до кога може доћи само на крају заседања Конгреса (а тада се обично нагомила много законских предлога). Наиме, уколико Председнику остане мање од 10 дана за потврду предлога пре истека периода у коме Конгрес заседа, а он не потпише законски предлог „ставивши га у џеп”, сматра се да га је одбио. У том случају не постаје закон и у наредном заседању Конгреса мора проћи целокупну процедуру од почетка. Дакле, користећи вето, Председник се до одређене мере може мешати у законодавну власт.
У односу на судску власт председник такође има једну условну привилегију, а то је да он, уз потврду Сената, именује судије Врховног суда САД и друге федералне судије. Међутим, ова предност има двоструко ограничење: једном изабране судије имају доживотни мандат, а са друге стране многи председници никада ни не дођу у ситуацију да поставе судију Врховног суда, јер се за њиховог мандата не упразни ни једно од девет судијских места. Најзад, извесну превагу над судијском влашћу председнику даје његово овлашћење да кроз установу помиловања преиначи поједине одлуке Врховног суда (нарочито при изрицању смртне казне), мада се то релативно ретко дешава у пракси. Због свега тога би се могло рећи да се „провера и равнотежа” ипак остварује уз делимичну предност Председника у односу на друге две гране власти, што оправдава назив оваквог облика власти - председнички систем. Ипак, не треба заборавити да председник може бити одговоран за своје поступке кроз импичмент, да његове одлуке о постављању државних функционера или међународним уговорима не важе без потврде Сената, итд., што успоставља жељени баланс међу гранама власти.
Оправдање за благу превару коју у подели власти има председник, може се наћи у чињеници да у основи он мандат добија од народа на председничким изборима. Додуше, Устав је предвидео да ти избори не буду сасвим непосредни (тј. на основу простог сабирања гласова бирача), него донекле посредни, преко нарочито изабраних електора - изборника. Наиме, свака држава даје онолики број електора, који је једнак збиру места која та држава има у Конгресу - дакле, укупном броју сенатора и конгресмена. Тако  неке мање државе данас имају само три електора (јер имају два сенатора и једног конгресмена - нпр. Аљаска, Вермонт) док неке имају преко 40 (нпр. Њујорк или Калифорнија). При том чланови Конгреса не могу бити изабрани за електора. Председник постаје онај који прикупи већи број електорских гласова. Због тога приликом гласања за председничке кандидате једне од две странке, грађани својим гласовима у суштини одређују која ће партија, односно који кандидат ће добити електорске гласове у њиховој држави. Од тога директно зависи коначан исход председничких избора. Чим се објаве изборни резултати по државама, постаје јасно ко је нови председник, на основу тога колико је електорских гласова добио сваки кандидат, с обзиром на то да електори имају императивни мандат и морају гласати за кандидата своје странке. „Очеви оснивачи” су се определили за ову компликовану процедуру како би с једне стране избегли да председника поставља Конгрес на основу већине која би се постигла на општим изборима за законодавно тело (како председник не би зависио од Конгреса, одн. извршна власт од законодавне), али и да би спречили да председник буде непосредно изабран гласовима грађана (како не би постао сувише независтан и сигуран, јер извлачи мандат директно из воље народа).
За председника САД може бити изабрано лице које је старије од 35 година и које је рођено као држављанин САД. Мандат председника траје четири године, а Устав није предвидео ограничење реизбора. Међутим, први председник Џорџ Вашингтон (1789—1797) је после другог мандата одбио трећу кандидатуру, а исто то је учинио и трећи амерички председник Томас Џеферсон (1801—1809), па је тако створен уставни обичај да Председник може бити изабран само два пута узастопно. Но, у време Другог светског рата Френклин Рузвелт је прибегао трећем, па и четвртом мандату (1933—1945), тако да је након тога XXII управним амандманом из 1951. године коначно утврђено ограничење за избор Председника на два узастопна мандата.

### Судска власт - Врховни суд САД
Трећи члан америчког Устава посвећен је Врховном суду и судској власти уопште („The judiciall power shall be vested in one Supreme Court, and in such inferior Courts as the Congress may from time to time ordain and establish" - прве су речи овог члана). Овим се чланом, дакле, регулише положај Врховног суда САД, али и свих других судова које установљава Конгрес, а то су тзв. федерални судови. Због тога се судије из федералних судова обично називају „судије из трећег члана” (Article III Judges). Они се бирају доживотно и уживају изузетан углед.
Врховни суд САД представља највишу судску инстанцу у систему федералних судова. Број судија није био утврђен Уставом, али се од 1869. године усталио на девет доживотно изабраних судија, у које се убраја и председник Врховног суда (Chief Justice). Њих именује Председник САД, уз прибављено мишљење и одобрење Сената. За судије овог суда се постављају најистакнутији правници са дугим судијским или адвокатским искуством, а тек је пре неколико деценија на ту функцију изабран један црнац, као и прва жена, Сандра Деј О’Конор. Одлуке се доносе већином гласова, при чему судије које се са одлуком не слажу имају право да изнесу своје издвојено мишљење (dissenting opinions), које се објављује уз одлуку Врховног суда и које временом може да утиче на касније одлуке и на промену праксе суда.
Врховни суд има дискрециону надлежност, што значи да не мора узети у разматрање све случајеве који доспеју пред Врховним суд, само мало њих се узме у разматрање. Од око 5.000 предмета, колико у просеку годишње долази у Врховни суд, у разматрање се узима само око 150 случајева. Одлучује се само о оним случајевима за које најмање четворица судија сматра да су толико важни да о њима треба расправљати. Но, има и случајева који се морају разматрати. То су случајеви тзв. „изборне надлежности” (original jurisdiction) Врховног суда, када су у питању спорови између појединих савезних држава, спорови између федералне државе и појединих држава - чланица, спорови у којима једна савезна држава тужи држављанима друге државе - чланице, спорови против иностраних амбасадора или конзула. Исто тако, надлежност Врховног суда се по правилу установљава у случајевима када постоји различито мишљење апелационих судова, када се оцењује неки федерални закон, а нарочито када се покреће неко уставно питање.
Међутим, ову функцију - улогу уставног суда који оцењује уставност закона, али и сам устав, Врховни суд није добио Уставом САД. Та његова надлежност је стасала кроз један чувени случај из 1803. године, тзв. Марбери против Медисона (Marbury v. Medison). Он је настао у време када је Џон Адамс био други председник САД (1797—1801), после Џ. Вашингтона, чији је био потпредседник. Адамса, који је био истакнути федералиста, на председничким изборима 1800. године победио је његов дотадашњи потпредседник и политички противник, републиканац Томас Џеферсон. Одлазећи председник Адамс је искористио период пре примопредаје  дужности и именовао за судије одређен број људи из своје странке. Конгрес је потврдио та именовања, али се тада државни секретар Џејмс Медисон побунио и одбио да печатом потврди њихово постављање и да им изда одговарајуће уверење. Један од постављених судија био је Вилијам Марбери, који је од Врховног суда затражио да нареди Медисону да му изда уверење о постављењу.
Први председник Врховног суда је био чувени судија Џон Маршал (John Marshall) кога је Адамс именовао на ту функцију и који је на том положају остао 35 година. Мада је Маршал био Џеферсонов рођак, био му је политички противник. Маршал је осталим судијама предложио став, који је прихваћен од свих, да је Марбери самим постављењем од стране Председника постао судија, а да постојање уверења притом није од значаја, јер оно не утиче на наставак поменутог права. Из тога је произлазило да је Медисон требало да изда уверење Марберију и да је угрозио право које је Марбери законито стекао. Ипак, Маршал се није усудио да наложи Медисону да изда спорно уверење, јер би вероватно Џеферсонова администрација то поново одбила, а с обзиром на немогућност Врховног суда да спроведе своју одлуку, његов углед би био урушен. У пресуди која је једногласно донета, Маршал поставља проблем уставности закона и подзаконских аката питањем: „да ли један закон противан Уставу може да постане закон земље?” и даје одговор: „Устав је или врховни, највиши закон, који се не може изменити обичним средствима, или је на нивоу обичних законодавних аката, па се може, као и други акти, мењати кадгод се то свиди законодавном телу”. И најзад у пресуди даје експлицитан одговор: „судска власт је надлежна да каже шта је право („to say what the law is”)... то је сама суштина овлашћења правосуђа („This is the very essence of judicial duty”)”. Другим речима, кроз овај преседан Врховни суд је узео себи за право да он, а не Конгрес или извршна власт, одлучује о уставности закона и других аката, да проглашава акте Конгреса и председника неуставним, уколико превазилазе овлашћења која су им додељена Уставом. Тако је, кроз овај случај, заживео принцип  да Врховни суд не примењује савезни закон ако оцени да је противан Уставу, а Врховни суд САД је постао ексклузивни тумач Устава. Отуд се и данас доктрина на којој се базира уставно судство у свету често назива Маршалова доктрина.
На тај начин је систем „провере и равнотеже” добио нову димензију: федералној судској власти је омогућено да у одређеним случајевима контролише законодавну и извршну власт. То је специфично овлашћење судске власти, које није садржано у Уставу, него је ушло у праксу кроз преседан, назива се judicial review - судски надзор, одн. судска ревизија. Оно подразумева право судова да проглашавају неважећим и стављају ван снаге акте законодавне и извршне власти (тј. како Конгреса, тако и Председника) које сматрају супротним Уставу. Дакако, Врховни суд САД кроз judicial review не може мењати Устав, него га само може тумачити и интерпретирати на начин који сматра адекватним. Због тога има аутора који сматрају да је овим судска власт добила превагу и да је Врховни суд у ствари најважнији орган у САД, па га неки чак називају „прикривени законодавац”. Врховни суд тако постаје, речима Јовичића, 
| „ | не само чувар Устава, него у одређеним ситуацијама и његов господар | ” |

Председник Врховног суда САД у време избијања Другог светског рата, Чарлс Еванс Хаџјус (C. E. Hughes), је значај те институције сажео у изазовној реченици да је 
| „ | амерички Устав оно око чега се сагласи пет од деветоро судија Врховног суда | ” |

Кроз овај механизам је обезбеђена еластичност и дуговечност америчког Устава, који је сада стар више од 200 година. Без формалне промене његових норми, Врховни суд је кроз нова тумачења Устав непрестано прилагођавао животу, тако да је створио један особени, динамички уставни систем.
Неке одлуке Врховног суда кроз које се тумачио Устав, постале су темељ нових правних односа-  нпр. случај Dred Scot v. Sanford из 1857. године када је Врховни суд прогласио неуставним тзв. Мисури компромис који је омогућавао да се роб ослободи власти свог господара, по принципу „једном слободан, увек слободан” (с обзиром на то да је претходно Дред Скот са својим власником боравио у Илиноису, где је ропство већ било укинуто), што је на известан начин представљало иницијалну капислу грађанског рата; случај Muller v. Oregon из 1908. године у коме је Врховни суд потврдио уставност закона којим се ограничава радно време жена; случај Brown v. Board of Education из 1954. године којим је проглашено неуставним одвајање деце белаца и црнаца у посебне разреде у државним школама; случај Cruzan v. Missouri из 1990. године према коме лице има право да одбије медицинску помоћ којом се одржава у животу, итд.

## Садржина Устава
Прва три члана Устава представљају доктрину раздвајања моћи, где је федерална влада подељена у три гране: законодавну, која се састоји од двокоморног Конгреса- први члан (Article I); извршну, састоји се од председника и потчињених чиновника- други члан (Article II) и правосудну, која се састоји од Врховног суда и других федералних судова- трећи члан (Article III). Четврти, пети и шести члан (Articles IV, V & VI) представљају концепте федерализма, описују права и обавезе државних влада, однос држава према федералној влади и подељени процес уставних амандмана. Седми члан (Article VII) успоставља процедуру коју су користиле тринаест држава да га потврде.
Од када је Устав ступио на снагу (1789), допуњен је са 27 амандмана, укључујући и један амандман који је укинуо претходни, да би испунио све потребе нације која се фундаментално променила од 18. века. Генерално, првих 10 амандмана, познатих као Повеља о правима (Bill of rights), нуде специфичну заштиту личне слободе и правде и постављају одређена ограничења на моћ владе. Већина од преосталих 17 амандмана проширује заштиту личних права. Други решавају проблеме везане за федерални ауторитет или модификују владине процедуре. Амандмани устава Сједињених Америчких Држава, за разлику од многих других устава у целом свету, додати су на документ. Све четири стране оригиналне формулације Устава написане су на кожи.

## Оригинална формулација

### Преамбула
Преамбула устава служи као уводна изјава основних намена документа. Она не даје моћ федералној влади нити ставља нека ограничења на њено деловање. Она означава постанак, обим и сврху Устава. Његов постанак и ауторитет је у: 
| „ | Ми, људи Сједињених Америчких Држава | ” |

Ово осликава Декларацију независности.  „Један народ“ раскинуо је везе са другим и основао суверену националну државу. Обим устава је двојак. Први:“да оформи савршенију унију“ него што је раније постојала. Друго:“да осигура благодат слободе“ у којима ће уживати не само прва генерација већ и сви они који дођу касније.

### Члан I
Члан I описује Конгрес и законодавну грану федералне владе. Овај члан описује начин избора и квалификације чланова сваког владиног тела. Чланови морају да имају најмање 25 година, буду грађани САД 7 година, и живе у држави чији су представници. Сенатори морају да имају најмање 30 година, буду грађани 9 година и живе у држави коју представљају.
Члан I секција 8 одређује моћи и дозволе додељене законодавству.  Коначно, Конгрес има моћ да наплаћује порез, позајмљује новац, отплаћује дугове, пружа основну одбрану и социјалну помоћ, регулише трговину, банкроте и да прави новац. Може да регулише унутрашње послове, има моћ да регулише и управља војском и полицијом, сузбија побуне и брани се од инвазија. Треба да уведе стандардне мере за тежину и дужину, да обезбеди новац за пошту, путеве и патенте, директно управља федералним окрузима. Конгрес има моћ да дефинише и кажњава прекршаје закона нације, да прогласи рат и одређује правила рата.

### Члан II
Члан II описује квалификације и дужности Председника и потпредседника САД. Председник је врх извршне гране федералне владе као и вођа нације.
Члан II је модификован дванаестим амандманом, који прећутно прихвата политичке партије, и двадесет петим амандманом који је везан за наслеђивање мандата. Председник може да прима само једну плату од федералне владе. У свечаној заклетви Председник се обавезује да чува, штити и брани устав. Председник је врховни вођа америчке војске и државне полиције када су они мобилисани. Он или она склапају мир са саветом и пристанком две трећине кворума сената. Председник мора да надгледа веродостојно испуњење свих закона, иако он или она могу да издају амнестију или помиловање свима осим себи или другим запосленима у влади. Председник одговара Конгресу и предлаже им потребне националне мере; може да окупи или растури Конгрес под специјалним околностима.
Секција 4 описује уклањање Председника и других чланова владе.  Председник може бити оптужен за издају, мито или за друге тешке злочине.

### Члан III
Члан III описује судски систем, укључујући и Врховни суд. Постоји само један суд који се зове Врховни суд. Овај члан описује врсте случајева које преузимају првостепени судови, Конгрес може да направи ниже судове и процес жалби. Конгрес доноси законе у којима се дефинишу злочини и казне. Члан III дефинише суђење поротом у свим криминалним случајевима и дефинише злочин издаје.
Секција 1 дозвољава судску моћ САД у федералним судовима и са тим ауторитет да интерпретирају и прилагођавају закон случају. Такође даје им моћ да кажњавају, осуде и дозвољава им директну акцију да би спречили будуће конфликте.
На првом Конгресу судије Врховног суда су слушале жалбе окружних судова. Конгрес је, 1891. године, увео нов систем. Окружни судови постали су првостепени судови. Апелациони судови су одлучивали о жалбама на првостепене судове пре него што би то дошло до Врховног суда. Врховни суд има право да одлучи да ли ће разматрати донети случај или не.
Устав дозвољава федералним судовима да доносе пресуде и за кривичне и за грађанске спорове.
Клаузула 1 секције 2 дозвољава судовима да одлучују о споровима који су се десили. Не дозвољава суду да суди о случајевима који су хипотетички (који ће се можда десити). Генерално случај захтева присуство различитих страна на које тај случај утиче.
Клаузула 2 секције 2 говори да је Врховни суд првостепени суд у случајевима који укључују амбасадоре, министре, конзуле, све случајеве спољних послова и све оне случајеве у којима се суди странцима. Под надлежност федералних судова спадају: случајеви настали кршењем закона САД и њених савезника, случајеви настали кршењем закона о међународним водама и спорови о власништву земље између држава, спорови између грађана САД у различитим државама као и спорови између грађана САД и страних држава, заједно са њиховим грађанима. Суђење ће бити одржано у држави где је злочин почињен.
Секција 3 брани Конгресу да замени или измени федерални закон о издаји једноставном већином гласова. Ова секција такође дефинише издају као скривено проглашење рата или материјално помагање онима који су у рату са САД. Оптужба мора бити потврђена од стране најмање два сведока. Конгрес је политичко тело и политичке несугласице до којих често долази не треба да се сматрају издајом.

### Члан IV
Члан IV дефинише односе између држава и између држава и федералне владе. Додатно описује настајање нових држава и промене граница између држава. Такође тражи од државе да прихвати све одлуке других држава. Конгресу је дозвољено да регулише на који начин ће докази о таквим споровима бити поднети. Клаузула о привилегијама и имунитету брани државној влади да дискриминише грађане других држава; на пример држава не може да повећа казну на основу тога што је осуђена особа становник друге државе.
Такође, дозвољава изручење између држава и поставља основе за слободу кретања и путовање између држава. Данас се ово узима здраво за готово али у оно доба прелажење граница између држава је било напорно и скупо. Клаузула о територији даје Конгресу моћ да одређује правила за располагање федералном имовином и управљање недржавним територијама САД. Коначно, четврта секција четвртог члана захтева од САД да гарантује да ће свака држава имати републички облик владе и гарантује да ће да их штити од окупације и насиља.

### Члан V
Описује процес доношења амандмана. Постоји два корака у том процесу. Предлози за доношење уставних амандмана морају бити правилно усвојени и прихваћени пре него што постану важећи. Прво постоје две процедуре за усвајање речи амандмана тако што га прихвате Конгрес, двотрећинском већином и у сенату и у дому представника, или националном конвенцијом. Постоје две процедуре за прихватање амандмана које захтевају трочетвртинску већину и дозволу државних законодаваца или дозволу са државне конвенције. Метод за прихватање амандмана бира Конгрес у зависности од тога који је амандман у питању. Државна конвенција је коришћена само једном за двадесет први амандман.
Члан V се завршава тако што брани одређене клаузуле од амандмана.  Члан I секција 9 клаузула 1 брани Конгресу да донесе било који закон који би забранио увоз робова у САД пре 1808. године, додатно са 4. клаузулом из исте секције, која понавља уставно право да се појединац мора опорезивати пропорционално распоређено према популацији државе. Ове клаузе су биле експлицитно заштићене пре 1808. године. Првог јануара 1808. године, првог дана када је то било дозвољено, Конгрес је забранио увоз робова у државу. Трећег фебруара 1913. са признавањем шеснаестог амандмана, Конгрес је добио право да наметне порез на добит а да га не расподели између држава. Трећа текстуално наметнута законска одредба је члан I секција 3 клауза 1 која гарантује једнаку репрезентацију држава у сенату.

### Члан VI
Члан VI успоставља устав, све савезне законе и мировне споразуме САД као врховни закон земље. Потврђује национални дуг који је настао под прошлим уставом и захтева од свих федералних и државних законодаваца, службеника и судија да положе заклетву да прихватају устав. То значи да државни устав и закони не треба да се косе са законима федералног устава, а у случају да се косе државне судије су под уговором и морају да поштују федерални закон и устав пре него закон своје државе. Члан VI такође каже: 
| „ | религија неће бити захтев или квалификација за било који државни посао у САД | ” |

### Члан VII
Члан VII описује процес за успостављање нове владе.

### Завршна реч
Устав САД потписан је седамнаестог септембра 1787. године када је 39 делегата на Уставној конвенцији прихватило тај устав. Поред потписа крај устава укључивао је кратку декларацију о томе како је рад делегата био успешно завршен и да они чији се потписи појављују потврђују финални документ. Укључена је и изјава која проглашава прихватање документа од стране присутних држава, датум када је усвојен и потписи људи који су га прихватили. Додатно секретар конвенције Вилијам Џексон додао је забележбу да потврди четири амандмана ручно састављених уз финални документ и потписао је да би потврдио валидност.
Начин писања завршне речи, коју је смислио гувернер Морис а представио Бенџамин Френклин, намерно је формулисан двосмислено у нади да ће да скупи гласове издвојених делегата. Присталице нове владе схватиле су да ће бити тешко добити признање држава које је потребно да би Устав ушао у употребу па су једва чекали да добију једногласну потврду делегата сваке државе; плашили су се да ће многи делегати одбити да лично прихвате устав, па је тако, да би гласање са конвенције деловало једногласно, смишљена реченица „направљено на конвенцији једногласним пристанком присутних држава“.
Датум на документу је написан као седамнаести дан септембра 1787. лета Господњег.
Завршна реч служи само за потврду аутентичности. Не додељује моћ федералној влади нити ставља одређене границе на акције владе, али пружа потребну документацију о веродостојности Устава - показује ко је потписао устав, када и где.

## Амандмани
Устав има двадесет седам амандмана. Оригинални текст устава и сви претходни амандмани остају нетакнути. Преседан за ову праксу постављен је 1789. године, када је Конгрес представио првих неколико амандмана. Од њих амандмани од 1-10 познати су као Повеља о правима. Амандмани 13-15 познати су као реконструкциони амандмани. Искључујући 27. амандман, који је на прихватање чекао 202 године и 225 дана, амандман који је најдуже чекао, а био је прихваћен,  је 22. амандман коме је требало 3 године и 343 дана. У најкраћем року, 100 дана, прихваћен је 26. амандман. Просечно време прихватања првих 26 амандмана је годину и 252 дана, а свих амандмана 279 година и 48 дана.

### Чување права (амандмани 1, 2, 3)
Први амандман (1791) брани Конгресу да блокира коришћење одређених индивидуалних слобода као што су слобода религије, слобода говора, слобода штампе, слобода окупљања и право на петицију. Он брани креирање државне цркве или фаворизовање једног религијског уверења у односу на друго. Намењен је да осигура слободну размену идеја чак и непопуларних.
Други амандман (1791)  чува право људи да имају и носе оружје. Иако је Врховни суд прогласио да ово право важи и за појединце, не само за војску, полицију и друга службена лица, такође је задржао право да регулише и постави одређене границе на производњу, власништво и продају ватреног или било ког другог оружја. Затражен од стране неколико држава овај амандман исказује дугорочну замерку око распрострањених напора Британије да конфискују ватрено оружје на почетку Револуционарног рата.
Трећи амандман  (1791)  брани савезној влади да тера појединце да војницима пружају смештај у својим домовима током мира без њиховог пристанка. Тражен је од стране неколико држава и приказује дугорочну замерку због одлуке Британског парламента, током Револуционарног рата, који је дозволио британским војницима да преузму приватне куће за сопствену употребу.

### Чување правде (амандмани 4,5,6,7 и 8)
Четврти амандман (1791)  штити људе од задржавања и претреса или заплене имовине од стране владе. Претрес може да значи све од препипавања од стране полиције до потражње анализе крви, претрагу нечије куће или кола. До заплене долази када влада преузме контролу појединца или нечега у његовом или њеном поседу. Предмети који су конфисковани обично се користе као доказ када је та особа оптужена за злочин. Такође поставља одређене границе на полицијске истраге злочина и брани коришћење доказа на суду који су илегално добијени.
Пети амандман (1791) успоставља потребу да суђење за већи злочин може да почне само након што је оптужба предата пороти. То штити појединца од дупле опасности, да му се суди или да дође у опасност да буде кажњен више од једанпут за исти злочин. Брани казну без правног процеса чиме штити појединца од затвора без фер процедуре. Доводи до тога да оптужена особа не буде приморана да открије полицији, тужиоцу, судији или пороти било коју информацију која може да га инкриминише или да буде употребљена против ње на суду. Додатно пети амандман такође брани влади да преузме приватни посед за јавну употребу без довољне надокнаде.
Шести амандман (1791) пружа неколико заштита и права појединцу који је оптужен за злочин. Оптужени има право на фер и брзо суђење од стране локалне, објективне пороте. Такође, особа има право на јавно суђење. Ово право штити оптужене од тајних суђења која могу да охрабре злостављање правног система и користи се да јавност буде информисана. Овај амандман такође гарантује право на адвоката, гарантује да оптужени може да тражи да сведоци присуствују суђењу и сведоче у присуству оптуженог и гарантује да оптужени има право да зна због чега је оптужен. Врховни суд је, 1966. године,  прогласио да са петим амандманом овај амандман образује нешто што је познато као Мирандино упозорење које се изриче при хапшењу.
Седми амандман (1791) шири право на суђење са поротом на федералне цивилне случајеве и брани судовима да преокрену поротину одлуку. Веома важно: овај амандман гарантује право на суђење са поротом на федералном а не државном суду.
Осми амандман (1791) штити људе од постављања кауција или казне на толико високу цену да би било немогуће да је плате осим уколико нису богати. Такође штити појединца од сурове и неуобичајене казне. Иако је ова фраза оригинално смишљена да забрани одређене грозне методе кажњавања временом је проширена да штити против казни које су веома диспропорционалне или прегрубе за одређен злочин. Ово је коришћено за оспоравање услове у затворима као што су санитарно неадекватне ћелије, пренатрпавање, недовољна медицинска брига и намерно нештићење затвореника од других затвореника.

### Амандмани 9 и 10
Девети амандман (1791) проглашава да појединац има друга основна права поред оних наведених у уставу. Током прихватања устава антифедералисти су се залагали да Повеља о правима буде додата. Федералисти су се противили по основи да би таква листа била некомплетна али да би била схваћена заповедно чиме би повећала моћ федералне владе (по импликацији да ако неко право није наведено у Повељи о правима човек га и нема). Пошто Повеља о правима постоји, а немогуће је навести сва људска права она која нису наведена штити девети амандман (нека од права која девети амандман штити су: право на путовање, право на гласање, право на приватност и право да одлуке о здрављу и телу појединца, он доноси сам).
Десети амандман (1791) је укључен у Повељу о правима да би даље дефинисао балансирање моћи између федералне владе и држава. Амандман каже да федерална влада има само оне моћи које јој устав изричито даје. Те моћи укључују проглашење рата, скупљање пореза, регулисање међудржавних пословних активности и других које су наведене у Уставу или амандманима. Било које право које није наведено оставља се држави или људима.

### Ауторитет владе (амандмани 11, 16, 18 и 21)
Једанаести амандман (1795)  брани савезним судовима да преузимају случајеве у којима је држава тужена од појединца из друге државе или друге земље чиме шири државни имунитет од одређених правних одговорности.
Шеснаести амандман  (1913) је укинуо постојеће уставне забране које су ограничиле моћ Конгреса да проглашава и скупља порез на приход.
Осамнаести амандман (1919) је забранио прављење, транспортовање и продају алкохола у целој земљи. Такође је дозволио Конгресу да одреди законодавце који ће ово правило да спроводе. Током прохибиције процењено је да су конзумирање алкохола и смрти везане за алкохол много опале. Међутим прохибиција је имала друге веома негативне последице. Амандман је потерао веома уносан посао са алкохолом на црно тржиште чиме је оно порасло. Поред тога прохибиција је појачала непоштовање закона и ојачала организовани криминал. Прохибиција се завршила 1933. године.
Двадесет први амандман 1933. године поништио је осамнаести амандман и вратио је право на регулацију алкохола држави. Свака држава поставила је своја правила за продају и увоз алкохола укључујући потребан број година за његову легалну употребу. Пошто савезни закон даје одређена средства државама које продају алкохола забрањују људима млађим од 21 године, свих 50 држава поставило је ову границу.

### Чување грађанских права (амандмани 13, 14, 15, 19, 23, 24 и 26)
Тринаести амандман 1865. године укинуо је ропство и невољно служење осим у случају казне за неки злочин. Иако су милиони робова ослобођени 1863. године прогласом еманципације, њихов послератни статус је био нејасан као и статус других милиона робова. Конгрес је хтео да тринаести амандман буде проглас слободе за све робове и да питање еманципације одвоји од политике. Овај амандман је неколико оригиналних делова Устава учинио неважећим.
Четрнаести амандман 1868. године дао је држављанство свим бившим робовима. Такође је садржао три нове границе на моћ државе: држава не може да прекрши цивилне привилегије или имунитет, не може да одузме живот, слободу или посед некој особи без правног процеса и мора да гарантује једнаку законску заштиту свим људима. Овај амандман извршење већине делова Повеље о правима даје држави и локалној влади.
Петнаести амандман (1870) брани употребу расе, боје коже или претходно служења у војсци као као услов који грађани могу да гласају.
Деветнаести амандман (1920) брани влади да одбије право на гласање женама.
Двадесет трећи амандман (1961) шири право на гласање на председничким изборима грађанима који живе у главном граду тако што су га прогласили државом. Када је први пут проглашен за главни град 1800. године је имао 5000 становника, није имао локалну владу нити право гласа на савезним  изборима. До 1960. године број становника у главном граду је порастао на преко 760.000.
Двадесет четврти амандман (1964) брани порез на гласање. Иако су тринаести, четрнаести и петнаести амандман уклонили многе од ранијих дискриминишућих закона, нису елиминисали све. Наиме, тестови писмености и порези на гласање су коришћени да се брани људима са мало примања да гласају.
Двадесет шести амандман (1971) брани влади да одбије право грађана САД који имају 18 или више година да гласају због година.

### Процеси и процедуре у влади (амандмани 12, 17, 20, 22, 25 и 27)
Дванаести амандман (1804) мења начин на који бирачко тело бира Председника и потпредседника. Он каже да сваки бирач мора да да по један глас за Председника и потпредседника уместо два за Председника. Такође предлаже да Председник и потпредседник не буду из исте савезне државе.
Седамнаести амандман (1913) мења начин на који се сенатори бирају. Он каже да се сенатори бирају на основу највећег броја гласова.
Двадесети амандман (1933) мења датум на који нови председник, потпредседник и Конгрес преузимају државу чиме је скратио време између избора и почетка председничког, потпредседничког и мандата Конгреса. Уставом је раније било прописано да председник преузима државу 4. марта.
Двадесет други амандман (1951) ограничава председника на два мандата то јест на 8 година, иако је могуће да појединац служи више од осам година. Иако ништа у Уставу није говорило на колико је мандата председник ограничен, први председник (Вашингтон) је одбио да се кандидује по трећи пут чиме је рекао да су два мандата довољна. Овај преседан је остао као неписано правило све док га Френклин Рузвелт, који се 1940. кандидовао за трећи мандат а 1944. године за четврти мандат, није прекршио.
Двадесет пети амандман (1967) објашњава поступак уколико дође до смрти, уклањања или оставке председника или потпредседника и како се председничко место привремено попуњава ако председник неспособан да врши дужност.
Двадесет седми амандман (1992) брани члановима Конгреса да сами себи дају повишице током тренутног мандата. Све повишице које су прихваћене важе тек од следећег мандата.

## Повеља о правима
Под називом „Повеља о правима“ (Bill of rights), који је очигледно позајмљен из енглеског уставног речника, у САД се подразумева првих десет амандмана на Устав из 1787. године, у којима су установљена основна права и слободе америчких грађана. Иначе, процедуру за доношење амандмана прописао је сам устав у члану V у складу са тим правилима, првих десет амандмана су настали заједно, врло брзо по доношењу устава, већ 1791. године. Тих првих десет амандмана и данас представљају темељ за гарантовање низа права, и то: 1. амандман – забрана установљавања државне религије и слобода говора, штампе, сакупљања и подношења петиција; 2. амандман – право на поседовање и ношење оружја; III амандман – забрана смештања војника у приватним кућама без сагласности власника; 4. амандман – заштита од непримереног претраживања и одузимања личних предмета; 5. амандман – право на одговарајући судски поступак (due process of law) и забрана одузимања приватне имовине без накнаде; 6. амандман – право на брзо суђење и право на одбрану; 7. амандман – право на поротно суђење; 8. амандман – забрана утврђивања прекомерног износа кауције и окрутног кажњавања; 9. амандман – забрана да права предвиђена Уставом користе тако да наруше права других; 10. амандман – гаранција да сва права која нису пренета на федералну државу, припадају државама чланицама и народу.
Терен за доношење федералне повеље о правима, који би важио за све уједињене колоније у целини, био је добро припремљен. Поред Вирџиније, која је још јуна 1776. године донела своју Декларацију о правима, низ других држава је доносио уставе у које је укључивана њихова Повеља о правима, односно декларације о личним правима и слободама. Међутим, приликом доношења америчког Устава из 1787. године, повеља о правима није нашла места у његовом уводном делу, што је додуше био случај и са уставима Њу Џерзија, Њујорка, Џорџије и Јужне Каролине. Борба око тога да ли у Устав треба да уђу одредбе о правима и слободама грађана или само уставни текст у ужем смислу, добрим делом је рефлектовала разлике између северних и јужних држава. Наиме, ове друге су бринуле да овакве одредбе не имплицирају и осуду ропства, што је у почетку Џеферсон заиста и покушао да учини приликом доношења Декларације о независности, да би касније од тога одустао. Осим тога, проблеми са којима се сусретала Уставотворна скупштина (Constitutional Convention) су били толико крупни – проблем односа малих и великих држава, питање републиканског уређења, итд. – да је материја права и слобода доспела у други план и поред великог залагања легата из Вирџиније Џорџа Мејсона, писца вирџинијске Декларације о правима. У знак протеста због тог недостатка, он чак није ни потписао текст Устава приликом његовог усвајања.
Стога је, одмах по усвајању Устава, упоредо са борбом за његову ратификацију, настављена и борба да му се придодају одредбе о правима и слободама. Борбу за за амандмане је на себе преузео Џејмс Медисон, такође из Вирџиније. Он је први у Конгресу формално предложио њихово доношење и сачинио први нацрт Повеље о правима. Нацрт је садржао девет чланова, који су махом проистицали из одговарајућих уставних декларација појединих америчких државица, а нарочито Вирџиније. Његова идеја је била да се амандмани уграде у сам текст Устава на одговарајућим местима. Пошто је његов предлог доживео одређене промене, искристалисала се и идеја да амандмане треба прикључити на крају Устава. Већ у септембру 1789. године Конгрес је усвојио коначни текст амандмана, тако да многи славе тај датум као као дан рођења америчке Повеље о правима, која се појавила само месец дана после усвајања француске Декларације о правима човека и грађанина. Међутим, било је потребно још две године да би је ратификовала и десета држава, тако да од 15. децембра 1791. године Повеља о правима и формално постаје саставни део америчког Устава.
Америчка Повеља о правима написана је веома флексибилним речником и уз коришћење широких формулација, што је омогућило каснијим генерацијама да га прилагођавају потребама новог времена, у складу са променама схватања и друштвеним условима. Тако је савезна Повеља о правима постала један динамични, живи уставни документ, који се налази у стању сталне трансформације. Она свакодневно добија нови смисао и садржину кроз тумачења Врховног суда САД, који проширује или сужава постојећа значења појединих његових одредби и даје нове интерпретације уставних права. Мада у њима није промењена ни једна реч од како су састављени пре више од два века, првих 10 амандмана су бременити савременим значењима, која су данас већ веома далеко од оних која је истим тим речима придавао Медисон. Захваљујући томе, америчка повеља о правима још увек представља један од најзначајнијих уставних механизама заштите људских права и слобода. После Повеље о правима се знатно ређе прибегавало амандманским променама Устава.

## Организација правосуђа
Поред сопствене извршне и законодавне власти, свака од 50 држава-чланица, колико их данас чини САД, има и свој систем државних судова (State Courts), независан од система савезних судова (Federal Courts). Они имају своју специфичну пирамидалну, вишестепену структуру. Углавном се састоје од првостепених судова опште надлежности, другостепених апелационих судова и врховних судова  сваке државе-чланице. При том се називи тих судова често битно разликују од државе до државе и могу бити веома збуњујући (тако се на пример, у држави Њујорк врховни суд зове Апелациони-Appellate Court, а не како би се очекивало Supreme Court, док се у многим државама првостепени, најнижи суд, неочекивано назива Superior Court). Због тога је још чувени француски правник и аристократа Токвил (Tocqueville), који је у првој половини XIX века допутовао у САД да проучава њихов политички и правни систем, у свом класичном делу ”Демократија у Америци” које се и данас сматра незаобилазним, приметио да оно што у САД странац схвати са највише муке је њихова организација судова.
Наиме, паралелно са овим системом судова појединих држава-чланица, у свакој од њих постоје и савезни судови, разлика међу њима је првенствено у погледу надлежности; судови држава-чланица по правилу пресуђују брачне и наследне спорове, поступке у вези са некретнинама, уговорне спорове, радне спорове, саобраћајне прекршаје, као и већину лакших кривичних дела предвиђених законима државе-чланице, док су савезни судови надлежни за спорове у којима се појављује држава или њени службеници, за спорове између држава, за спорове из међународног трговинског права, ауторског права и права индустријске својине, за спорове у вези са банкротством, за саобраћајне прекршаје који се десе на савезним путевима, за тежа кривична дела предвиђена савезним законодавством, поступке у којима се одлучује о законитости и правичности, што у великој мери проширује њихову надлежност. Међутим, у великом броју случајева није стриктно одређено под коју надлежност потпада поједини случај, тако да је тужилац у могућности да се обрати и државним и федералним судовима.
У систему савезних судова такође постоји вишестепеност, тачније хијерархијска тростепеност. Окружни судови (District Courts) представљају најниже, основне судове у савезној структури судова. Данас постоји близу сто савезних судских округа, при чему у неким државама постоји један судски округ, док у већим државама може бити више савезних судских округа. Али, у сваком случају савезни судски окрузи се организују у оквиру граница сваке савезне државе. Поступак у основном суду води један судија који заседа сам или са поротом, а у одређеним ситуацијама сам Устав предвиђа странкама право на поротно суђење-за сва тешка кривична дела, за одређене грађанске парнице и у свим другим случајевима за које је то Конгрес изричито предвидео. Пред овим судовима се води расправа и доказни поступак пред поротом, у коме се утврђује чињенично стање, због чега се они називају trial courts- судови пред којима се одвија суђење.  Другостепени-апелациони судови (Courts of Appeals, често се називају и Circuit Courts – обласни судови) су груписани по географском критеријуму у 12 области (Circuits) и по правилу обухватају најмање три државе, при чему свака област има по један апелациони суд. Изузетак је Апелациони суд који је формиран само за Вашингтон – тзв. D.C. Circuit (или потпуније U.S. Court of Appeals for the District of Columbia), с обзиром да има у надлежности и све спорове у које је уплетена савезна влада. Апелациони суд разматра жалбе на пресуде окружних судова са своје територије и суди у већу од три судије, без пороте и без извођења нових доказа, прихватајући чињенице утврђене у првостепеном поступку. Због тога се жалба овим судовима може уложити само уколико се сматра да је у првостепеном поступку пред окружним судом погрешно примењено право, али не и због погрешно утврђеног чињеничног стања. Најзад, Врховни суд САД (Supreme Court) представља највиши савезни суд, који одлучује по жалбама на одлуке апелационих федералних судова. Он такође одлучује само о примени права, али не о чињеничном стању и то само у случајевима за које се четворица од девет судија сагласе да заслужују да буду размотрени (тзв. rule of four). Уз све то, поред ових, постоје и посебни савезни судови са специфичном надлежношћу: војни суд, порески суд, царински суд, суд за накнаду штете од федералних власти, итд.
Судије свих савезних судова се постављају на основу члана III америчког Устава (па се зато зову и Article III Judges), односно именује их и поставља председник САД, уз потврду Сената. Они имају доживотни мандат. Тачније, Устав каже да остају на свом положају during good behaviour –’’док се достојно владају”, што је формулација преузета из енглеског Закона о престолонаслеђу из 1701. године. Судије са положаја једино може уклонити Сенат у посебном поступку утврђивања неподобности-импичмента предвиђеног Уставом. Међутим, судије у систему судова држава-чланица (тзв. судије из члана I – Article I Judges) долазе на функцију на различите начине, зависно од државе. У једном броју држава њих поставља гувернер, по сличној процедури како се то чини са судијама федералних судова, док у другим државама судије бирају грађани на општим изборима, после кампање која се води слично као приликом избора за политичке функције. Судије које имају доживотни мандат у федералним судовима нису обавезни да оду у пензију. Али, они то могу сами одлучити пошто наврше 65 година живота, при чему примају пуну плату. Већина судија из члана III Устава (тј. федералне судије) и после одласка у пензију настављају да раде у пуном или смањеном обиму, али за тај посао не добијају додатну компензацију. Доживотни мандат судија, заједно са принципом поделе власти, у коме судска власт не само да има потпуну самосталност, него на разне начине може кориговати извршну, па и законодавну власт, представља темељ једног од најважнијих принципа америчког уставног уређења-независност судства (independent judiciary).
Осим тога, међу најспецифичније карактеристике америчког правосудног система спада порота и поротно суђење, као један од основних фактора који донекле ограничавају свемоћ судија. По правилу, судија је везан одлуком пороте о утврђеном чињеничном стању( да ли је кривично дело учињено или не, тј. да ли је неко крив или није), док је њему препуштено само одлучивање о правним питањима (нарочито утврђивање врсте и висине казне). Пороти се прибегава првенствено у федералним судовима. Постоји тзв. мала, пресуђујућа порота (petit juries или trial juries) и велика порота (grand juries). Мала, пресуђујућа порота у грађанском поступку се најчешће састоји од 6 до 12 чланова, док у кривичном поступку обично има 12 чланова. Изузетно, код тежих кривичних дела, и то не у свим савезним државама, претходно се састаје велика порота (16—23 члана). Њен задатак је само да на ”први поглед” утврди да ли има довољно доказа тј. да ли постоји основана сумња (reasonable doubt), те да ли треба да се води даљи судски поступак, чиме се на неки начин успоставља контрола над олаким оптужбама јавног тужиоца. Уколико донесе позитивну одлуку, потпуни доказни поступак и главно суђење се потом одвија пред малом поротом. Одлука пороте у кривичном поступку мора бити једногласна, али у грађанској парници странке могу да прихвате и већинску одлуку. У чувеном филму ”Дванаест гневних људи” (Twelve Angry Men) са Хенри Фондом, само један поротник није прихватио да огласи оптуженог кривим за убиство, да би за свој став придобијао једног по једног од преосталих 11 поротника и на крају обезбедио да оптужени једногласно буде ослобођен. Такви обрти се у стварности ретко дешавају. Најчешће се поротници који су у убедљивој мањини приклоне већинском мишљењу. Уколико се не обезбеди једногласност, таква порота (deadlocked jury, hung jury) се распушта. Поступак се поништава (mistrial) и отпочиње ново суђење, осим уколико се странке не споразумеју у грађанској парници, односно уколико тужилац не одустане од оптужбе или не понуди оптуженом нагодбу (plea barganing).
Избор поротника се врши случајним избором са листе гласача, а дужности поротника се не сме одбити, јер следи озбиљна казна. Од позваних потенцијалних поротника судија и адвокати странака бирају пожељне поротнике кроз посебан поступак испитивања (voir dire), како би утврдили да ли су подобни за поротника, да ли имају извесне предрасуде, да ли могу бити субјективни. При том и судија и адвокати имају право да не прихвате одређени број поротника. Зато избор поротника може потрајати неколико дана, па и месеци, мада најчешће траје неколико сати. Неки поротници се ангажују за један дан или за једно суђење, други се ангажују на одређени временски период, док мандат у великој пороти може трајати и до 18 месеци. Данас поротници добијају накнаду од 40 долара дневно, а послодавац је дужан да поротнику одобри плаћено или неплаћено одсуство да би се одазвао овој грађанској дужности. Право на поротно суђење је загарантовано уставним амандманима 6. и 7. Оно је једна од најважнијих карактеристика англосаксонског правосудног система, која постепено почиње да продире и у поједине земље континенталног права. Америчка порота вуче порекло из Енглеске, где је израсла из система саклетвеника (compurgators), који је 1215. године папа Иноћентије III потиснуо забрањујући да свештеници учествују у тој врсти ордалија, па је из тог старог облика ирационалног доказивања у XIV веку прерасла у самосталну установу. Данас се, међутим, америчка и енглеска порота прилично разликују, јер у Енглеској странке немају право на избор поротника (voir dire), већ се они бирају са унапред утврђене листе поротника, што траје неколико минута. Специфичност америчког поротног суђења је и у томе што оптужени може да бира хоће ли му судити порота или ће се определити за судију појединца, односно за нагодбу са тужиоцем (што се најчешће дешава). Због тога данас порота у САД суди тек око десет посто кривичних поступака.

### Судска реформа
На начин на који је Устав схваћен утичу одлуке суда, а посебно одлуке Врховног суда. Те одлуке се зову преседани. Судска ревизија је право суда да испита федералне законе и све државне гране владе, да одреди да ли су по Уставу и да их угаси ако нису. Она укључује власт суда да објасни значење Устава. Током година судске одлуке о проблемима од радија и телевизије до права оптуженог у кривичним споровима променили су начин на који се многе клаузе Устава интерпретирају без посебног амандмана. Закони изгласани да допуне Устав или промене примену због промењених услова на суптилан начин мењају значење речи у Уставу. Врховни суд је рекао да једном када се Устав прошири на неку област то проширење не може да се врати у претходно стање.  
Захваљујући сталном тумачењу Устава и Повеље о правима кроз судску праксу Врховног суда САД, као и кроз конгресне законодавне иновације путем амандмана, амерички правни систем се непрестано прилагођава потребама живота, а да се притом Устав из 1787. године више од двеста година није мењао. Једноставност и краткоћа уставног текста омогућавали су његову изузетну флексибилност. Баш у тој еластичности и отворености за разнолика тумачења лежи дуговечност тог данас најстаријег и најкраћег устава на свету, јер свака генерација даје ново тумачење Устава, тако да је
| „ | дух Устава увек дух одређеног времена | ” |

## Грађанска религија
То је гледиште неких Американаца, које говори о томе како су Устав, са прогласом слободе и Повељом о правима, одређена врста религије. То говори о истакнутости Устава, са прогласом слободе и Повељом о правима, у масивним бронзаним рамовима, у стакленим посудама са контролисаном влагом и стаклом отпорним на метке, у вакууму дању, а ноћу у сефу отпорном на бомбе.
Идеја да се документи излажу је једном академском критичару изгледала као „идиотска и занимљиво различита са вредностима револуције“. Џеферсон је написао да неки људи гледају на Устав као на заветни ковчег и да су превише уплашени да га додирну.

## Светски утицај
Устав САД је био значајан модел за владе широм света. Његов међународни утицај се види у сличним фразама и позајмљеним деловима у другим уставима, као и у принципима одвајања власти и прихватању индивидуалних права.
Америчко искуство са амандманима и судским реформама је мотивисало уставотворце тог времена. Абрахам Линколн је током Америчког грађанског рата сазнао да су његов савезник и савременик Бенито Хуарез из Мексика и друга генерација националиста 19. века, на коју је амерички Устав имао утицај, Хозе Ризал са Филипина и Суен Јатсен из Кине, укључили идеје из Устава САД у своје уставе.
Од друге половине 20. века утицај Устава САД опада зато што су остале земље свој устав обликовале према другим утицајима.